# Голубева-Терес, Ольга Тимофеевна
О́льга Тимофе́евна Го́лубева-Терес (19 сентября 1923, Тюкалинск — 19 апреля 2011, Саратов) — советский военный авиационный штурман. Участница Великой Отечественной войны в составе 46-го гвардейского ночного бомбардировочного авиационного полка, получившего неофициальное название «Ночные ведьмы». Гвардии капитан в отставке. Журналист, писатель, общественный деятель. Член Союза журналистов СССР (с 1975 года). Почётный гражданин Саратовской области (2003).

## Биография

### На пороге войны
Родилась 19 сентября 1923 года в уездном городе Тюкалинске Омской губернии РСФСР (ныне город, административный центр Тюкалинского района Омской области) в семье служащего Тимофея Васильевича Голубева, бывшего красного партизана, активного участника борьбы за установление Советской власти в Сибири и одного из организаторов вооружённого восстания крестьян Тюкалинского уезда против белогвардейского режима адмирала А. В. Колчака. Русская. Отец с 1920 года работал в органах юстиции и по долгу службы часто переезжал с места на место. В первый класс пошла в 1931 году в Омске, затем училась в школах Тюкалинска, Топок, Ребрихи и Барнаула. Десятый класс окончила в 1941 году в Тобольске. Училась хорошо, особенно легко ей давались точные науки, физика была одним из самых любимых предметов. Участвовала в кружках художественной самодеятельности, хотела стать актрисой. Бывшая начальник штаба полка И. В. Ракобольская писала:

Ольга Голубева — наша «артистка». Выступала на всех концертах самодеятельности. Я больше всего запомнила её монолог Липочки из пьесы Островского. Была она всегда весела, остроумна, чуть кокетлива и насмешлива. Хорошие книги написала после войны о своих полётах. Вот вам и артистка…— Ракобольская И., Кравцова Н. Нас называли ночными ведьмами
Начало Великой Отечественной войны застало Голубеву за сборами в Москву. В июле уехала в столицу и стала абитуриенткой, а затем и студенткой актёрского факультета Всесоюзного государственного института кинематографии. Тем временем немецкие войска рвались к Москве, и в сентябре 1941 года институт начал эвакуацию вглубь страны. По пути в Алма-Ату Голубева с подругой Лидией Лаврентьевой во время стоянки поезда в Саратове уговорили комиссара санитарного поезда принять их штат санитарками.

### На военной службе

Выгрузка раненых из санитарного поезда

Голубева о службе в санитарном поезде Юго-Западного фронта:

Я работаю двенадцать часов, потом сутки свободна. Но свобода моя относительная. Я не имею права никуда отлучаться. Чаще всего я помогаю делать марлевые тампоны. А в вагоне много раненых, и никакого отдыха не получается. Подала пить одному, умыла другого, погладила по голове третьего, остановилась перед четвёртым. Сворачиваю раненым цигарки, поправляю постели, шучу. Словом, как белка в колесе.— О. Т. Голубева-Терес. Ночные рейды советских лётчиц
В январе 1942 года Лаврентьева, до войны окончившая аэроклуб, сообщила Голубевой, что собирается переводиться в авиационный женский полк, который формировала в Саратовской области лётчица Марина Раскова. В Энгельсе Голубева также была принята в полк и оформлена электриком в 3-ю эскадрилью 588-го ночного легкобомбардировочного авиационного полка.

### «Ночная ведьма»

У-2. На таком самолёте воевала штурманом О. Т. Голубева

Голубева осваивала новую специальность и к моменту вхождения части в действующую армию была квалифицированным мастером. В мае 1942 года 588-й ночной легкобомбардировочный авиационный полк убыл на фронт и 27 числа вошёл в состав 218-й ночной бомбардировочной авиационной дивизии 4-й воздушной армии. Лётчицы полка сражались на реке Миус, бомбили немецкие войска на переправах через Дон, в ходе Битвы за Кавказ участвовали в обороне Ставрополя, отражении немецкого наступления в районе Орджоникидзе и прорыве обороны на реке Терек. За массовый героизм лётного состава, проявленный в боях с немецко-фашистскими захватчиками, 588-й ночной легкобомбардировочный авиационный полк приказом НКО СССР № 64 от 8 февраля 1943 года был преобразован в 46-й гвардейский. За год с небольшим службы в должности мастера по электро- и спецоборудованию сержант, а затем гвардии старший сержант О. Т. Голубева обслужила 1750 самолётовылетов, не имея ни одного случая отказа электрооборудования обслуживаемых самолётов по её вине. В середине июля 1943 года Голубева была переведена на должность исполняющего обязанности старшины эскадрильи. Командир полка гвардии майор Е. Д. Бершанская отмечала, что Голубева «имеет большое желание летать и самостоятельно готовится к штурманской работе».
Первые два пробных полёта в качестве штурмана Голубева совершила 12 августа 1943 года на ночную бомбардировку немецких позиций в районе Новороссийска в паре с недавно прибывшей в полк лётчицей Ниной Алцыбеевой. Во время второго вылета взрывной волной от близкого разрыва зенитного снаряда на их У-2 оторвало половину плоскости, второй снаряд точно попал в фюзеляж самолёта. Лётчиц спасло то, что их старый самолёт был обшит перкалью, и снаряд прошил корпус машины насквозь, оставив в нём дыру. Следующие полёты Голубева выполняла в экипаже гвардии младшего лейтенанта Н. З. Ульяненко, которая в свою очередь переучивалась со штурмана на лётчика. К концу лета на личном счету Голубевой было восемь боевых вылетов. После сдачи экзаменов 30 августа 1943 года была утверждена в должности штурмана самолёта. Через несколько дней экипаж Ульяненко — Голубевой включился в боевую работу. В ходе Новороссийско-Таманской операции они наносили ночные бомбовые удары по позициям немецко-фашистских войск на Таманском полуострове, атаковали колонны войск отступающего противника на дорогах от Аккерменки до Гостагаевской и на участке Голубицкая — Пересыпь, совершая от 4 до 7 вылетов за ночь. Неоднократно прорывались к цели сквозь плотную завесу зенитного огня и точно клали бомбы в цель.

Бомбометание с самолёта — трудное дело, — вспоминала Ольга Тимофеевна, — а бомбометание с По-2 труднее вдвойне. Надо уметь точно проложить путь к цели, найти её без ориентиров, без освещающих огней, часто искусно замаскированную. И тут на первый план выступает мастерство штурмана. Можно, конечно, осветить цель САБами, которые загорятся на расстоянии 300—400 метров от земли и достаточно долго будут висеть на парашютах. Но при сильной облачности, густой дымке, дымовой завесе, поставленной противником, чтобы скрыть объект, САБы бесполезны. Тут нужен опыт, чтобы обнаружить цель и поразить её. Нам приходилось сбрасывать бомбы различного веса и габарита: 25-, 50-, 100-килограммовые, осколочные, фугасные, термитные, самовоспламеняющуюся жидкость и самые мелкие бомбочки, вплоть до противотанковых гранат, которые мы брали в кабину— О. Т. Голубева-Терес. Ночные рейды советских лётчиц

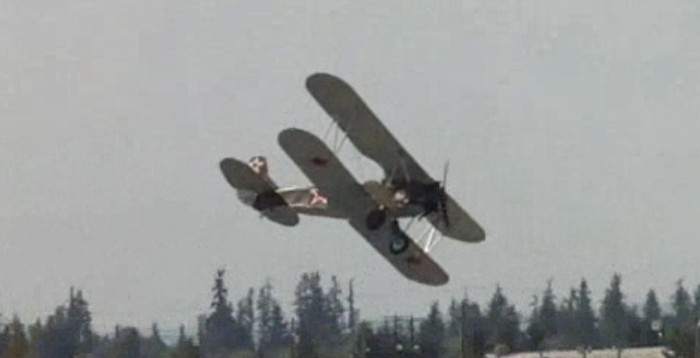
У-2 уходит на боевое задание (современная реконструкция)

В ноябре — декабре 1943 года 46-й гвардейский ночной легкобомбардировочный авиационный полк принимал участие в Керченско-Эльтигенской десантной операции. Лётный состав полка прикрывал десант в районе Эльтигена, подавляя огневые точки и прожекторы в районе высадки. Немецкие войска превосходящими силами сумели прижать десантников к морю, а затем блокировать их на горе Митридат. Сосредоточив в районе Эльтигена до 66 батарей зенитной артиллерии разных калибров и 35 зенитно-пулемётных точек, немцы фактически лишили десантников поддержки и снабжения с воздуха днём, но по ночам в небе господствовали «ночные ведьмы». В течение ноября — декабря 1943 года гвардейские экипажи полка, в том числе и экипаж штурмана Голубевой, совершили 122 боевых вылета в район Эльтигена, сбросили на позиции врага 24,4 тонны авиабомб, а также доставили своим войскам 56 «мешков» с продовольствием. В январе 1944 года Голубева до восьми раз за ночь летала на бомбардировку скоплений живой силы и техники врага, а также его военной инфраструктуры в районы Булганака, Катерлеза, Багерово и Керчи. Всего к концу января 1944 года на её личном счету было 156 боевых вылетов, во время которых было сброшено 15470 килограммов авиабомб. В результате нанесённых бомбовых ударов в стане врага было зарегистрировано 24 сильных взрыва и вызвано 16 крупных пожаров. Весной 1944 года Голубева принимала участие в боях за освобождение Крыма.
12 мая 1944 года остатки немецко-фашистских войск в Крыму капитулировали на мысе Херсонес, и вскоре 46-й гвардейский ночной легкобомбардировочный авиационный полк в составе 325-й ночной бомбардировочной авиационной дивизии был переброшен на 2-й Белорусский фронт. В период подготовки к операции «Багратион» Голубева получила звание гвардии старшины и вскоре была назначена на должность штурмана авиационного звена. Назначение сопровождалось переводом в другой экипаж. Её новым основным пилотом стала опытная лётчица З. И. Парфёнова. Экипаж Парфёновой — Голубевой участвовал в бомбардировках немецкой обороны на реке Проня, наносил удары по скоплениям войск и техники противника, уничтожал переправы, склады с горючим и боеприпасами, в составе своего подразделения способствовал освобождению Могилёва, Червеня, Быхова, Минска и Белостока. Во время боевого вылета в ночь с 26 на 27 июля 1944 года в районе населённого пункта Фасты был уничтожен крупный склад противника с горюче-смазочными материалами. В пожаре, бушевавшем до самого утра, погибло несколько вражеских автомашин. За обнаружение хорошо замаскированного склада противника и снайперский бомбовый удар по объекту Голубева была награждена орденом Славы III степени. В ночь на 23 августа Голубева таким же снайперским ударом уничтожила крупный склад с боеприпасами на окраине города Ломжа. За отличие в боях при освобождении Августува, правобережного предместья Варшавы Праги и Остроленки Голубевой было присвоено воинское звание гвардии младшего лейтенанта. За 9 боевых вылетов на бомбардировку артиллерийских позиций в район Макув, Модлин, Насельск в ночь на 20 декабря и два вылета днём 21 декабря на поиск пропавшего в прифронтовой полосе самолёта Голубевой была объявлена благодарность. К концу декабря 1944 года на её личном счету было 450 боевых вылетов. В боях за освобождение Белоруссии и восточной Польши она сбросила на войска и военные объекты противника 38 тонн авиабомб, вызвала 58 крупных очагов пожара и 63 сильных взрыва, подавила огонь двух артиллерийских точек. Командованием также были отмечены её организаторские способности и успехи в деле обучения молодых штурманов.
В начале 1945 года, являясь штурманом звена, Голубева периодически совершала боевые вылеты с молодыми лётчицами, только что прибывшими в полк из лётных училищ. Среди подопечных была гвардии старшина С. В. Кокош. 12 января 1945 года полк получил боевую задачу поддержать бомбовыми ударами свою пехоту, наступавшую на варшавском направлении. Метеоусловия были неблагоприятными для полётов. Самолёт сильно обледенел, и во время взлёта Кокош не справилась с управлением, вылетела со взлётной полосы и врезалась в поленницу дров. Голубева сильно ударилась головой о приборную панель. С разбитым лицом и сотрясением мозга была доставлена в лазарет, но вскоре вернулась к полётам.
Зимой — весной 1945 года Голубева участвовала в боях в Восточной Пруссии и Померании, в составе своего подразделения сражалась за города Цеханув, Прасныш, Грауденц, Штольп, Гдыня и Данциг. В рамках Берлинской операции 46-й гвардейский ночной легкобомбардировочный авиационный полк поддерживал наступление наземных войск на Штеттин. С января по май 1945 года произвела 135 вылетов на бомбардировку войск противника и его военной инфраструктуры, сбросила 19 тонн авиабомб, вызвала 14 сильных взрывов и создала 12 крупных очагов пожара. Всего за годы войны на её боевом счету значилось 600 боевых вылетов. Последний вылет она совершила 1 мая 1945 года на бомбардировку немецкой военно-морской базы Свинемюнде.

### В мирное время

О. Т. Голубева-Терес. 9 мая 2009 года

После окончания Великой Отечественной войны Голубева продолжила службу в армии. Летом 1951 года окончила Военный институт иностранных языков Советской Армии по специальности референт-переводчик английского и испанского языков. По распределению была направлена в Главное разведывательное управление Министерства обороны СССР, но в декабре того же года по семейным обстоятельствам в звании гвардии капитана вышла в отставку. Переехав на Дальний Восток, работала преподавателем иностранных языков в Уссурийском педагогическом институте, Хабаровском институте железнодорожного транспорта и средней школе № 9 города Биробиджана. В 1964 году переехала в Саратов. Преподавала английский в Саратовском юридическом институте имени Д. И. Курского. С 1970 года была лектором Всесоюзного общества «Знание». Одновременно Голубева-Терес начала публиковаться в различных периодических изданиях, а в 1974 году в Приволжском книжном издательстве вышла её первая книга «Звёзды на крыльях». В 1975 году стала членом Союза журналистов СССР.
После выхода на пенсию продолжала писательскую деятельность, занималась общественной работой. Являлась членом Президиума Саратовского областного совета ветеранов войны, труда, Вооружённых Сил и правоохранительных органов, председателем комиссии по патриотическому воспитанию молодёжи. 29 декабря 2003 года постановлением Саратовской областной Думы № 20-803 за проявленные мужество и героизм при исполнении гражданского долга по защите Отечества, большой вклад в военно-патриотическое и нравственное воспитание молодёжи Голубевой-Терес было присвоено звание почётного гражданина Саратовской области.
Последнее годы жизни тяжело болела. Травма позвоночника, полученная на фронте, практически сделала её инвалидом. 19 апреля 2011 года скончалась. Похоронена в Саратове.

## Награды и звания
- Орден Красного Знамени (15.06.1945)
- Орден Отечественной войны 1-й степени — дважды (15.01.1945; 06.04.1985)
- Орден Красной Звезды (22.02.1944)
- Орден Славы 3-й степени (03.08.1944)
- Медали, в том числе:

Медаль «За боевые заслуги» — дважды (15.08.1943; 1951?)
Медаль «За оборону Кавказа» (сентябрь 1944)
Медаль «За освобождение Варшавы»
Медаль «За взятие Кёнигсберга»
Медаль «За победу над Германией в Великой Отечественной войне 1941-1945 гг.»
- Почётный гражданин Саратовской области (29.12.2003)

## Документы
- Общедоступный электронный банк документов «Подвиг Народа в Великой Отечественной войне 1941—1945 гг.» Дата обращения: 6 ноября 2013. Архивировано из оригинала 13 марта 2012 года. номера в базе данных: 25982313 Орден Красного Знамени., 23296419 Орден Отечественной войны 1-й степени (1945)., 1511326378 Орден Отечественной войны 1-й степени (1985)., 21823916 Орден Красной Звезды., 32183212 Орден Славы 3-й степени., 17152839 Медаль «За боевые заслуги» (1943).